# Tarhaouhaout
Tarhaouhaout é uma vila na comuna de Tamanrasset, no distrito de Tamanrasset, província de Tamanghasset, Argélia.
Se localiza nas montanhas Hoggar a 42 quilômetros (26 milhas) a leste da cidade de Tamanrasset. Fort Motylinsky está localizado nas proximidades.